# Chiyoda (Chiyoda)

Palast, Higashi-Gyoen, Gaien und Kitanomaru-Park sind durch Reste der Gräben der Burg Edo von der umliegenden Stadt getrennt.

Chiyoda (jap. 千代田) ist ein Stadtteil des Bezirks Chiyoda der japanischen Präfektur Tokio. Chiyoda liegt in der Mitte des Bezirks Chiyoda und damit im Zentrum Tokios und besteht nur aus dem Kaiserpalast und dem Higashi-Gyoen, den „östlichen Kaiserlichen Gärten“, die seit 1968 der Öffentlichkeit zugänglich sind. Auf dem Gelände des Palastes (Adresse: Chiyoda 1-1) befindet sich auch das Kaiserliche Hofamt einschließlich des angeschlossenen Krankenhauses (Chiyoda 1-2) und des „Hauptquartiers der Palastpolizei“ (kōgū keisatsu hombu, Chiyoda 1-3). Der Kitanomaru-Park und der „äußere Palastgarten“ (kōkyo gaien) gehören nicht zu Chiyoda.
Die Postleitzahl von Chiyoda ist 100-0001. Nach der Volkszählung von 2005 hatte Chiyoda 89 Einwohner in 87 Haushalten. Die Tagesbevölkerung liegt bei 1.333.
Benachbarte Stadtteile von Chiyoda sind im Uhrzeigersinn beginnend im Osten: Kōkyo-Gaien, das Ministerienviertel Kasumigaseki, das Regierungsviertel Nagatachō, Hayabusachō, Sitz des Obersten Gerichtshofes, Kōjimachi, Ichibanchō, wo sich unter anderem die britische Botschaft befindet, der Kitanomaru-kōen im Norden, und schließlich im Nordosten drei Stadtteile, in denen zahlreiche japanische Großunternehmen ihren Sitz haben, Hitotsubashi, Ōtemachi und Marunouchi.